# Guerra degli stop
La Guerra dei segnali di stop, anche conosciuta come Guerra degli stop, (in spagnolo: Guerra de los stops, in francese: Guerre des stops) è stata una controversia, satiricamente definita come "guerra" dai media, accaduta sulla strada franco-spagnola D-68 (Francia) / N-154 (Spagna) che collega la città e l'exclave spagnola di Llívia con Puigcerdà (città di confine spagnola vicino alla Francia) tra i primi anni '70 e gli anni '80.

## Origini della controversia

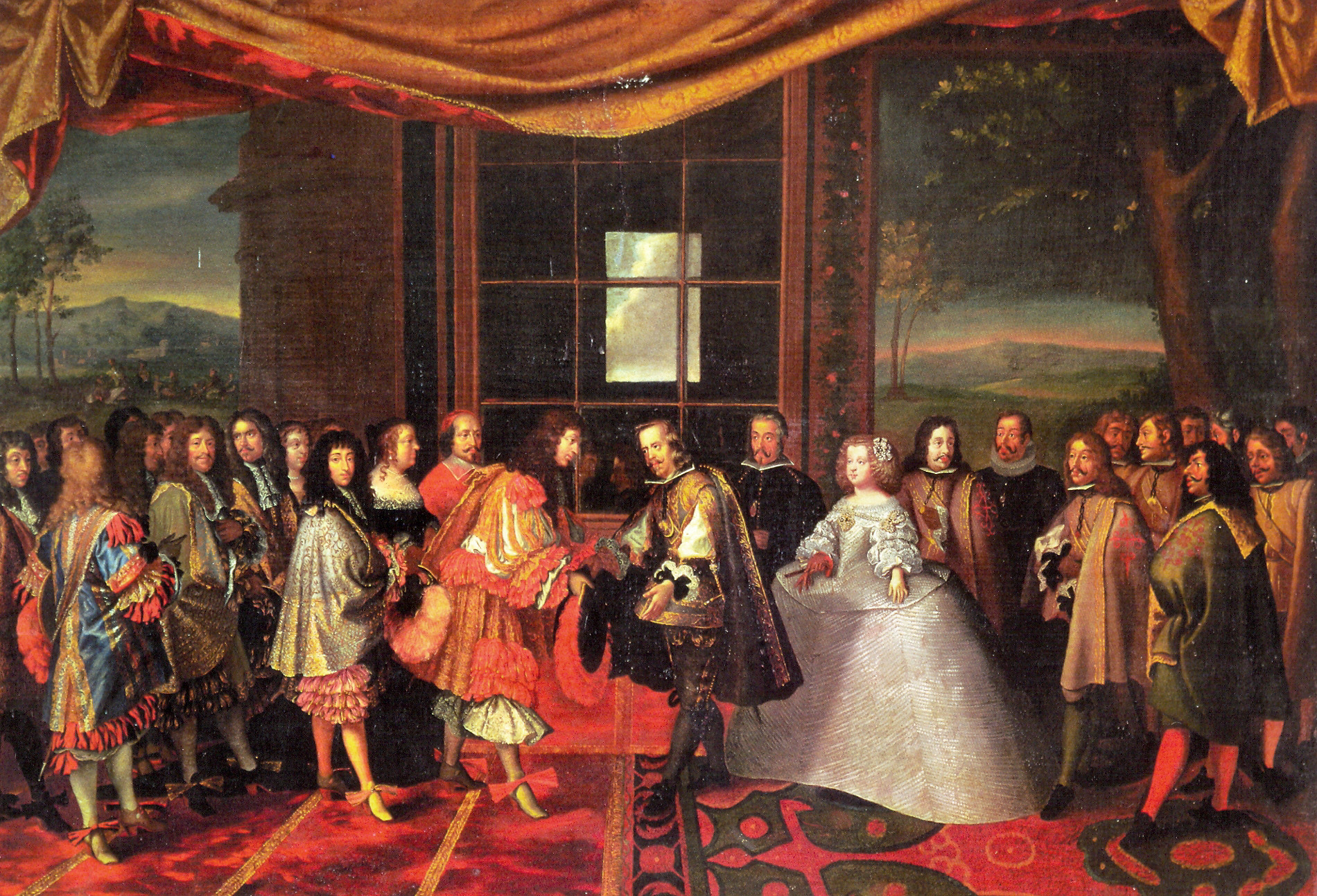
L'incontro dei due monarchi all'isola dei Fagiani nel 1659 per la ratifica della Pace dei Pirenei; olio su tela di Jacques Laumosnier (~1670 - post 1743), Musée de Tessé, Le Mans

Le origini della controversia sono databili al 7 novembre 1659, quando fu firmata la Pace dei Pirenei che pose fine alla Guerra franco-spagnola del 1635-1659, parte del più grande conflitto della Guerra dei trent'anni. Nel trattato stipulato, infatti, venne stabilito che la Spagna avrebbe dovuto cedere alla Francia, oltre ad altri territori, parte della Catalogna del Nord (ad eccezione di Llívia che diventava exclave spagnolo per un errore di classificazione). Ciò ha effettivamente creato una situazione paradossale per cui per passare dall'exclave al resto del paese iberico era necessario attraversare due confini internazionali, sebbene questi fossero comunque privi di barriere di alcun tipo per via dell'evidente posizione isolata della zona e inutilità di attuazione di un confine controllato.
In seguito, dopo la ratifica del Trattato di Bayonne del 1866, fu stabilito ufficialmente che il percorso (ora strada) che collegava Llívia con Puigcerdà era di "libera circolazione", rendendo di fatto la strada, eccetto in caso di reati e situazioni sanzionabili affini, un "territorio neutrale soggetto a condominio" per facilitare l'attraversamento di alcuni pascoli che la città possedeva all'interno del territorio francese. Esso infatti affermava questo concetto in tale formulazione:
(Versione del trattato tradotta in italiano)
In seguito, venne anche stabilito che, per i cittadini spagnoli, era possibile usare la porzione di strada in territorio francese purché si rimanesse su quest’ultima (quindi non "entrare" in territorio francese) e, per i cittadini francesi, di attraversare la strada senza usarla per entrare in territorio spagnolo.

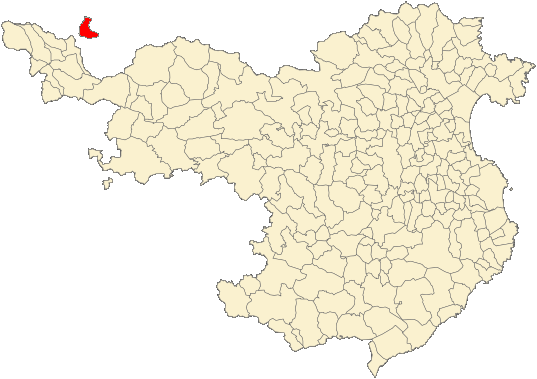
Posizione di Llívia (rosso), circondata dal territorio francese, all’interno della Provincia di Gerona, in Catalogna

## Sviluppo
Quando il governo francese costruì due strade nei primi anni '70 che intersecavano la strada da Llívia a Puigcerdà, per questioni di sicurezza stradale, vennero posti alcuni segnali di stop che costringevano le persone provenienti dalla N-154 / D-68, strada meno trafficata e più rurale, a fermarsi e favorire il traffico della strada francese N-20.
La popolazione di Llívia ha dunque iniziato ad abbattere ripetutamente gli stop nel corso degli anni, in nome di una violazione, da parte del governo francese, della "libera circolazione" sulla strada che il sopracitato trattato di Bayonne stabilì nel 1866. Poiché tale situazione spesso portò a incidenti stradali e veri e propri "furti" di proprietà statali (i cartelli), la stessa Francia inviò piccoli contingenti di poliziotti per evitare i furti e gli incidenti.

## Esito
Alla fine, sotto pressione per la situazione, nei primi anni '80, il governo spagnolo finanziò la costruzione di un viadotto su una delle strade francesi, la N-20, mentre il governo francese cambiò le regole prioritarie in una rotatoria d’intersezione con la D-30 in modo che la strada in arrivo dovesse dare precedenza alla N-154/D-68.
L’importanza di queste modifiche è stata sicuramente cruciale per evitare ulteriori incidenti; tuttavia, dal 1995, essa, a livello diplomatico e frontaliero, è venuta meno, quando, in seguito alla ratifica da parte di entrambi i paesi della Convenzione di Schengen, non si è avuto più il bisogno di conformarsi strettamente al Trattato del 1866.